# اندیس گدار پونه
گدار پونه یک اندیس فلزی است که در حوالی شهر مشهد استان خراسان قرار دارد و مادهٔ معدنی موجود در آن، سرب و روی است.  